# Walvis

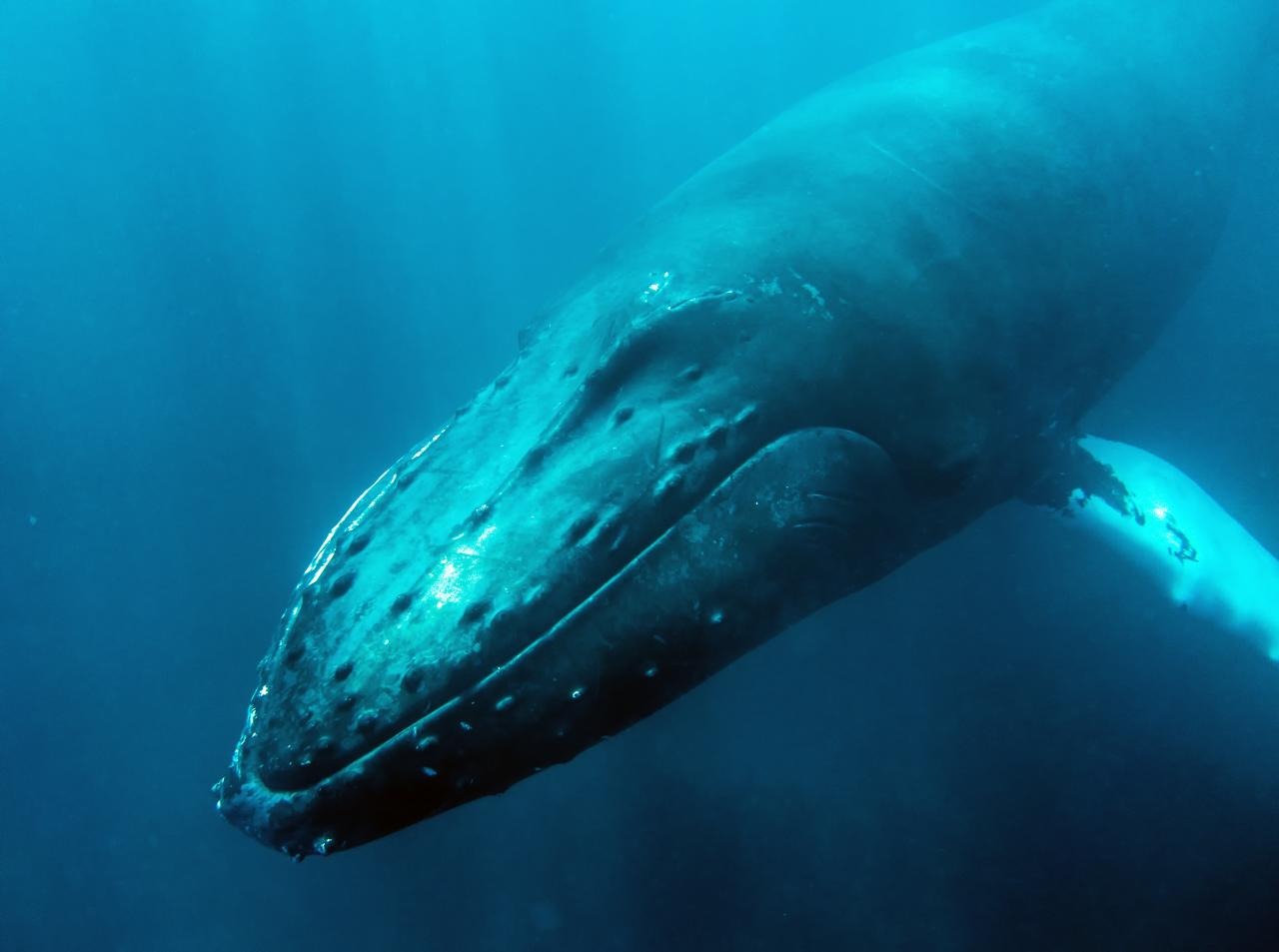
Een bultrug

Walvissen zijn een groep van volledig in het water levende placentale zeezoogdieren. Ze vormen een informele groepering binnen de infraorde walvisachtigen (Cetacea), meestal zonder de dolfijnen en bruinvissen.

## Etymologie
Het woord "walvis" komt van Proto-Germaans *hwalaz, van Proto-Indo-Europees *(s)kwal-o-, wat "grote zeevis" betekent.

## Taxonomie
Men heeft walvisachtigen in twee subgroepen onderverdeeld: de tandwalvissen (Odontoceti) en de baleinwalvissen (Mysticeti). Tandwalvissen zijn roofdieren met een groot gebit; voorbeelden zijn de dolfijnen, bruinvissen en potvissen. Baleinwalvissen, zoals de blauwe vinvis en de noordkapers, hebben in plaats van een gebit een hoornachtige zeefstructuur waarmee ze hun voedsel uit het water filteren.
Walvissen hebben een torpedovormig lichaam met een niet-flexibele hals, ledematen in de vorm van zwemvliezen, geen externe oorschelp, een grote staartvin en een platte kop (met uitzondering van de grondeldolfijnen en de spitssnuitdolfijnen).

## Ecologie
Mensen doen al sinds de prehistorie aan walvisvaart vanwege de producten die er van walvissen te maken zijn. Vanaf de 17e eeuw werd de walvisjacht echter geïndustrialiseerd en raakten walvissen met uitsterven bedreigd. In de 20e eeuw zijn walvissen beschermd door het internationaal recht. De walvisvaart is nu zeer omstreden en grotendeels verboden sinds het moratorium op commerciële walvisvaart van de Internationale Walvisvaartcommissie (IWC) in 1982.
Anno 2020 absorbeerden walvissen ongeveer een procent van alle koolstofdioxide (CO2) wereldwijd. Dat komt doordat hun uitwerpselen een snellere groei veroorzaken van het fytoplankton, drijvend plantaardig materiaal dat zuurstof genereert en koolstof absorbeert. Ten tweede slaan walvissen enorme hoeveelheden CO2 op in hun lichaam, dat op de bodem van de oceaan komt te liggen als ze sterven. Iedere grote walvis neemt gemiddeld 33 ton CO2 op, terwijl een boom maar maximaal 22 kilogram CO2 per jaar kan opnemen. In december 2019 bleek uit een studie van het Internationaal Monetair Fonds (IMF) dat, als walvissen van hun toenmalige populatie van 1,3 miljoen zich verder zouden herstellen naar hun omvang van voor de industriële walvisvaart (in de 16e eeuw, toen er ongeveer 4 tot 5 miljoen walvissen waren), zij jaarlijks 1,7 miljard ton CO2 zouden opvangen, hetgeen een belangrijke oplossing zou zijn voor het broeikaseffect.